# 隆田酒廠
23°11′48″N 120°19′18″E / 23.196669°N 120.321698°E

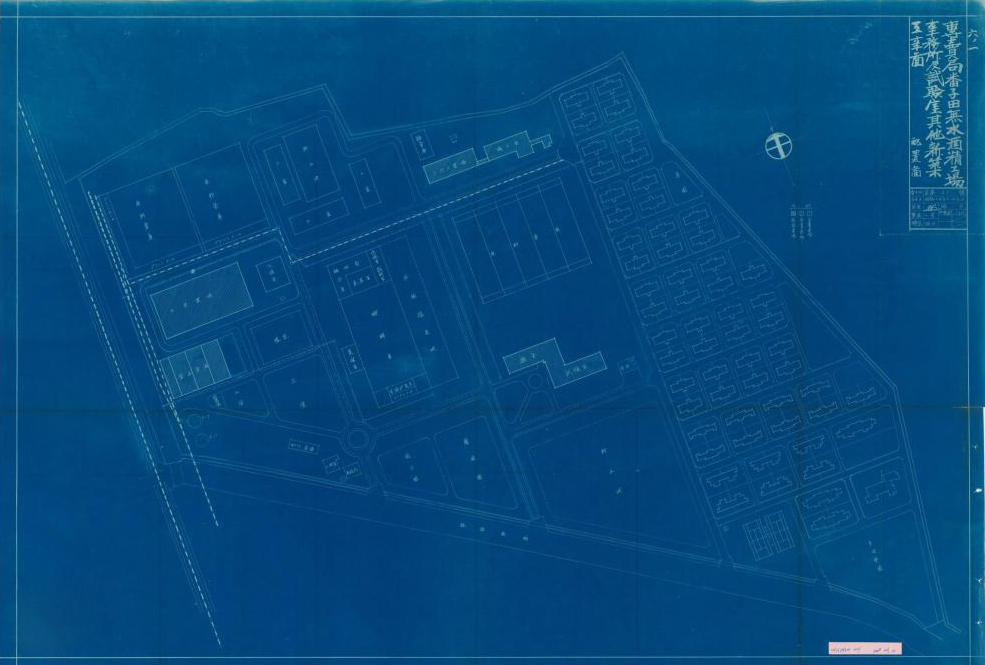
番子田無水酒精工場平面圖

隆田酒廠為臺灣菸酒股份有限公司位於臺灣臺南市官田區的一座觀光酒廠，以生產高粱酒和養生藥酒為主。其前身為1939年設立的臺灣總督府專賣局番子田無水酒精工場。

## 概要

### 日治時期
為了因應第二次世界大戰期間無水酒精的增產需求，臺灣總督府專賣局於1939年1月選定了位於原料產地中央且交通運輸便利的臺南州曾文郡官田庄番子田設立了番子田無水酒精工場，以甘蔗和地瓜生產酒精，占地約25,000坪，於同年8月開始建設工程，其建築師為專賣局技師梅澤捨次郎。隨著戰事進行，日本進入了決戰體制，且預計在1943年實施石油專賣。番子田無水酒精工場因而在軍方的需求下改為生產丁醇燃料，作為飛機燃料使用，並由陸軍省整備局通過建造預算，由軍方提供建材設立。1943年9月23日，番子田工場設立，並開始製造作業，由專賣局負責發酵技術的指導與研究，由軍方經營和管理工場；相關的防空設施和防空壕亦自同年開始建置。1945年4月3日，番子田工場遭美軍空襲，造成多數廠房及設施損毀。

### 戰後
二戰後，番子田工場成為由臺灣省菸酒公賣局第十酒廠（臺南酒廠）管理的番仔田工廠，並在番仔田工廠的部份土地設立製麴工場，以生產釀製高粱酒用的酒麴供應臺南及嘉義酒廠（今嘉義文化創意產業園區）使用。1963年，臺南酒廠被裁撤，製麴工場改隸屬嘉義酒廠。1969年，番仔田工廠的製麴業務移至嘉義酒廠，自身則轉型為酒精生產工場。1971年，隆田酒精精製工場設立，負責供應全台的藥用及精製酒精。1975年，番仔田工廠改制為隆田酒精精製工廠。隨後因高粱酒市場擴張，高粱酒工場於1979年設立，並在1982年與酒精精製工廠合併為隆田酒廠至今。

## 外部連結
- 臺灣菸酒股份有限公司-隆田酒廠 （页面存档备份，存于）